# 26340 Євамаркова
26340 Євамаркова (26340 Evamarková) — астероїд головного поясу, відкритий 13 грудня 1998 року.
Тіссеранів параметр щодо Юпітера — 3,499.